# اريك كاروثرز (لاعب هوكي الجليد)
اريك كاروثرز هو لاعب هوكي الجليد كندي، ولد في 10 نوفمبر 1895 في تورونتو في كندا، وتوفي في 19 نوفمبر 1931.

## وصلات خارجية
- اريك كاروثرز على موقع EliteProspects.com (الإنجليزية)
- اريك كاروثرز على موقع Eurohockey.com (الإنجليزية)
- اريك كاروثرز على موقع اللجنة الأولمبية الدولية (الإنجليزية)
- اريك كاروثرز على موقع أوليمبيديا (الإنجليزية)
- اريك كاروثرز على موقع اللجنة الأولمبية البريطانية (الإنجليزية)